# Rotor z reaktivnim motorjem
Rotor z reaktivnim motorjem (angleško: tip jet) je način pogona helikopterja, pri katerem so reaktivni motorji nameščeni na koncih kraka rotorja. Motorji proizvajajo potisk in s tem vrtijo rotor, ki potem proizvaja aerodinamični vzgon.
Možna je tudi uporaba stisnjenega zraka, ki ga je proizvajal ločeni motor. Drugi so uporabljali dodatno zgorevanje v kombinaciji s stisnjenim zrakom. Nekateri so uporabljali potisno cev, raketni motor na vodikov peroksid ali pa konvencionalni reaktivni motor.
Ta način ne potrebuje pogonske gredi, zato ni obračalnega navora na trupu in ni potrebe po repnem rotorju.
Nekateri monokopterji imajo samo en krak z motorjem na koncu.
Italijanski inženir V.Isaaco je zgradil »Helicogyre« v 1920ih, ki je uporabljal batne motorje na koncih rotirajočega krila in sklepal, da bi jih lahko nadomestili reaktivni motorji.
Med 2. Svetovno vojno je Friedrich von Doblhoff predlagal helikopter, ki bi ga poganjala potisna cev. Prvi tak helikopter je bil WNF 342 V1 leta 1943. Po vojni je ta helikopter padel v roke Američanom. Potem se je Dolbhoff pridružil podjetju McDonnell Douglas, ki je potem zgradil McDonnell XV-1. Inženir August Stephan, ki je zgradil motorje se je pridružil britanski firmi Fairey Aviation, ki je razvila Fairey Jet Gyrodyne in Fairey Rotodyne, ki so poletela leta 1954 in 1957.
Inženir Eugene Michael Gluhareff je bil tudi eden izmed pionirjev na teh zrakoplovih.
V primeru odpovedi motorja, je zaradi večje teže motorja na koncih rotorjev večja inercija, kar olajša avtorotacijo. Je pa tudi hkrati večji zračni upor, ki poveča hitrost padanja in je zato potrebno izvesti avtorotacijo v pravilnem trenutku.

## Rotorski zrakoplovis tip jeti
- Percival P.74 - je uporabljal motorje v trupu, ki so proizvajali reaktivni curek na koncih. Vendar ni imel zadostne moči, zato ni nikoli letele
- Hiller YH-32 Hornet - poletel leta 1950 - imenovan tudi 'jet jeep' s slabimi sposobnostmi
- Mil V-7 - Sovjetski tip jet helikopter
- Fairey Jet Gyrodyne - podlaga za Rotodyne. Prvič poletel leta 1954
- Fairey Rotodyne - 48 sedežni potniški žirodin s tip jeti. Prvič poletel leta 1957, preklican zaradi, ker naj bi bil preglasen
- Fairey Ultra-light Helicopter - Prvič poletel leta 1955. Štirje zgrajeni za vojsko
- Fiat 7002 - Poletel leta 1961, samo en zgrajen
- Focke-Wulf Fw Triebflügel Nemški dizajn iz 2. svetovne vojne, nobenega prototipa
- McDonnell XV-1 - poletel 1954, žiroplan, preklican
- Hughes XH-17 - Leteče dvigalo (helikopter z največjim rotorjem), preklican
- Nederlandse Helikopter Industrie NHI H-3 Kolibrie (11 zgrajenih)
- SwissCopter of Innosuisse Corp. (DragonFly)
- Rotary Rocket Roton ATV
- Sud-Ouest Djinn - poletel leta 1953. Uporabljal stisnjeni zrak
- JK-1 Trzmiel Polski enosedežni prototip